# Óscar Novoa Fuentes
Óscar Novoa Fuentes (Tacna, 8 de marzo de 1886 - 1978, Santiago) fue un militar y esgrimista chileno. Se desempeñó como Comandante en jefe del Ejército de Chile entre 1934 y 1938.

## Biografía
Nació en Tacna el 8 de marzo de 1886. Hijo del militar José Manuel Novoa Gormaz (n. 1836) y una ama de casa; Virginia Fuentes Villarroel. 
Se casó con Blanca Allende Honorato y fueron padres de un niño llamado también Óscar.

## Carrera militar
Estudió en el Instituto Nacional hasta el tercer año de humanidades y, posteriormente, en el año de 1901, ingresa como Cadete a la Escuela Militar y egresa dos años más tarde como Alférez de Artillería, siendo su primera destinación el Regimiento de Artillería en Campaña.
En 1908, con el grado de Teniente, es asignado al Regimiento de Artillería N.º 1 Tacna y N.º 2 Arica.
Siendo Capitán, en 1915, es destinado a la Escuela Militar por espacio de cuatro años y posteriormente, se le incorpora al Grupo de Artillería N.º 2 General Escala.
Siendo un destacado deportista, ya que cultivó las disciplinas de equitación, atletismo y, sobre todo, la esgrima; en 1924 es seleccionado para que represente al Ejército en las competencias de sables de los Juegos Olímpicos de París. Al ascender a Mayor, es nombrado Comandante interino del Regimiento de Artillería N.º 2 Arica y, posteriormente, con el grado de Teniente Coronel, es designado Comandante del Batallón de Tren N.º 3.
Por sus relevantes condiciones, en 1927 es comisionado por el Ejército para perfeccionarse en la Escuela de Artillería de Alemania, conociendo los últimos avances en la tecnología militar posteriores a la Primera Guerra Mundial.
A su regreso, en 1929, fue Comandante del Regimiento de Artillería N.º 3 Chorrillos y ascendido a Coronel, dirigió el Regimiento de Artillería N.º 1 Tacna. Fue Director de Arsenales de Guerra y Comandante de la II División de Ejército.
En el año 1933, fue ascendido a General de Brigada.
Pese a que el período de nuestra historia en el que le tocó vivir se caracterizó por ser muy agitado en lo político y en el cual los militares intervinieron en la actividad política, Óscar Novoa se caracterizó por una prescindencia muy radical en la contingencia nacional. Este último factor movió al Presidente Arturo Alessandri a designarlo como Comandante en jefe del Ejército en 1934, siendo General de División. 
Este mandatario se encontraba en un segundo período presidencial, y había experimentado los efectos de los movimientos militares de los años de 1924 y 1925, más la presencia de Carlos Ibáñez del Campo como ministro de Guerra. Ahora, en su segunda presidencia, lo que más deseaba era que los militares se concentraran en sus labores profesionales; de ahí el nombramiento de Óscar Novoa. De hecho, este último se caracterizó por realizar una labor muy profesional dentro del Ejército. También tuvo que enfrentar a elementos internos que se habían sublevado, logrando depurar la Institución. El incidente más grave que le tocó enfrentar fue la jornada del 5 de septiembre de 1938, cuando jóvenes «nacistas» se tomaron en forma simultánea la Casa Central de la Universidad de Chile y el edificio del Seguro Obrero.
El General Óscar Novoa Fuentes destacó por su alta capacidad de mando y ascendiente sobre los hombres a quienes dirigió.
El 20 de diciembre de 1938 se le concede el retiro de la Institución.